# Ochsenkopf
Pour l’article homonyme, voir Ochsenkopf (Silvretta).
L'Ochsenkopf (littéralement : « Tête de bœuf » en français) est un sommet culminant à 1 024 mètres d'altitude située dans la chaîne de moyenne montagne du Fichtelgebirge. Il se situe sur les hauteurs de la commune de Bischofsgrün dans le Nord-Est de la Bavière en Allemagne.
L'Ochsenkopf est la deuxième montagne la plus élevée du Fichtelgebirge après le Schneeberg (de) (1 053 mètres). Une tour d'observation (Asenturm) ainsi qu'une tour d'émission pour la Radio-télévision bavaroise ont été construites au sommet.

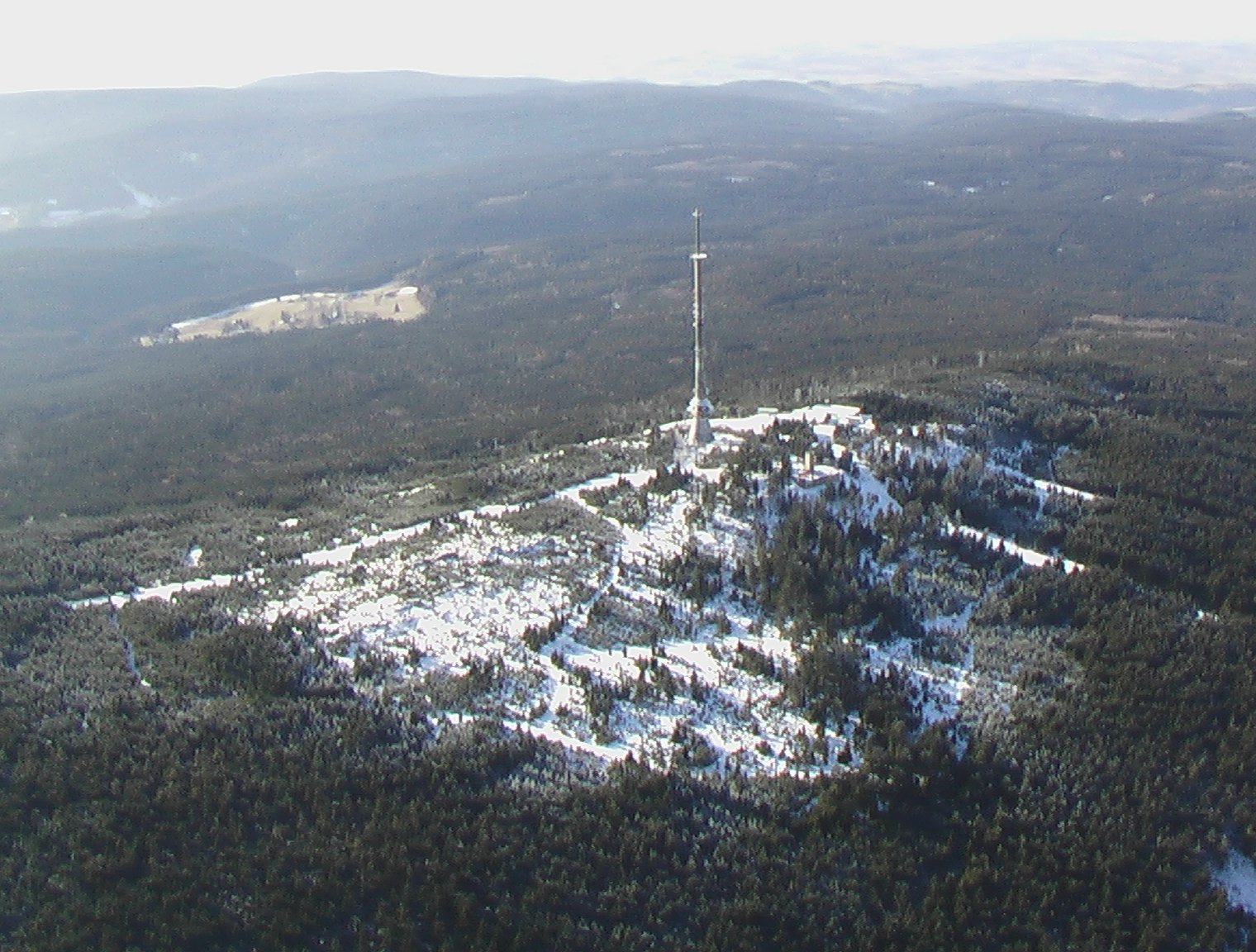
Émetteur de télévision situé au sommet.

Le Main Blanc, affluent nord du Main qui se jette ensuite à l'ouest dans le Rhin, ainsi que la Fichtelnaab, affluent de la Naab qui se jette ensuite au sud dans le Danube, prennent chacun leur source sur le versant est de la montagne. La ligne de partage des eaux européenne passe ainsi par l'Ochsenkopf.

## Domaine skiable
Une très petite station de sports d'hiver a été aménagée sur les versants nord et sud de la montagne. Le domaine skiable compte 5 km de pistes. La région alentour compte 11,3 km de pistes, incluant notamment les domaines d'Ochsenkopf, de Mehlmeisel (700 mètres, trois téléskis, ski nocturne), et des monts Geiersberg et Hempelsberg à Oberwarmensteinach (1,5 km, un snowpark, deux téléskis).
Ochsenkopf est le seul domaine skiable du Fichtelgebirge à être équipé de télésièges, et le plus vaste. Aucune autre station de ski de la région ne dépasse en effet 1,5 km de pistes.
Le versant nord d'Ochsenkopf (versant Bischofsgrün) est desservi par un télésiège 2-places débrayable à bulle construit en 1991. Il compte une piste rouge de 2,5 km de long, avec un dénivelé de 358 mètres. Depuis 2008, elle est entièrement équipée en enneigeurs, ce qui est de fait une nécessité compte tenu de l'altitude relativement faible du domaine. Un petit téléski pour débutants complète l'infrastructure. Une piste de luge d'été, de 1 000 mètres de long et 140 mètres de dénivelé, part depuis la station intermédiaire du télésiège et rejoint le pied des pistes.
Le versant sud d'Ochsenkopf (versant Fleckl, un lieu-dit de la commune de Warmensteinach) est desservi par un télésiège 2-places débrayable à bulle construit en 1997. Il compte une piste bleue de 2,2 km de long, avec un dénivelé de 249 mètres. Un téléski débutant complète l'infrastructure au niveau de la station de départ du télésiège. En plus, le téléski privé Lattalift dessert une piste de 300 mètres de long. Non équipée en canons à neige, l'ouverture de la piste est fortement dépendante des précipitations naturelles. Une piste de descente en VTT y a été aménagée pour la saison estivale.